# Bromeliohyla
Genre
Bromeliohyla est un genre d'amphibiens de la famille des Hylidae.

## Répartition
Les deux espèces de ce genre se rencontrent du Sud du Mexique au Honduras.

## Liste des espèces
Selon Amphibian Species of the World (10 juin 2017) :
- Bromeliohyla bromeliacia (Schmidt, 1933)
- Bromeliohyla dendroscarta (Taylor, 1940)

## Étymologie
Le nom du genre lui a été donné en référence à son habitat, les Broméliacées.

## Publication originale
- Faivovich, Haddad, Garcia, Frost, Campbell & Wheeler, 2005 : Systematic review of the frog family Hylidae, with special reference to Hylinae: phylogenetic analysis and taxonomic revision. Bulletin of the American Museum of Natural History, vol. 294, p. 1-240 (texte intégral).